# Carson Range
De Carson Range is een onderdeel van de Amerikaanse Sierra Nevada in het oosten van Californië en het westen van Nevada. De Carson Range ligt ten oosten van Lake Tahoe. De keten loopt van Luther Pass en de canyon van de westelijke arm van de Carson in het zuiden naar de Truckee in het noorden. Onder andere het Tahoe Rim Trail loopt door de Carson Range.

## Hoogste bergen
- Freel Peak (3.316 m)
- Mount Rose (3.284 m)
- Jobs Peak (3.240 m)
- Slide Mountain (2.955 m)
- Snow Valley Peak (2.808 m)